# Kuprijanow-Gletscher
Der Kurpijanow-Gletscher (russisch Ледник Куприянова Lednik Kuprijanowa) ist ein Gletscher an der Küste des ostantarktischen Königin-Marie-Lands. Er mündet zwischen der Ob’ Passage und der Wright Bay in die Mawsonsee.
Russische Wissenschaftler benannten ihn. Wahrscheinlicher Namensgeber ist Iwan Kuprijanow, ein Offizier des Expeditionsschiffs Mirny bei der ersten russischen Antarktisexpedition (1819–1821) unter der Leitung von Fabian Gottlieb von Bellingshausen.